# Breguet 941

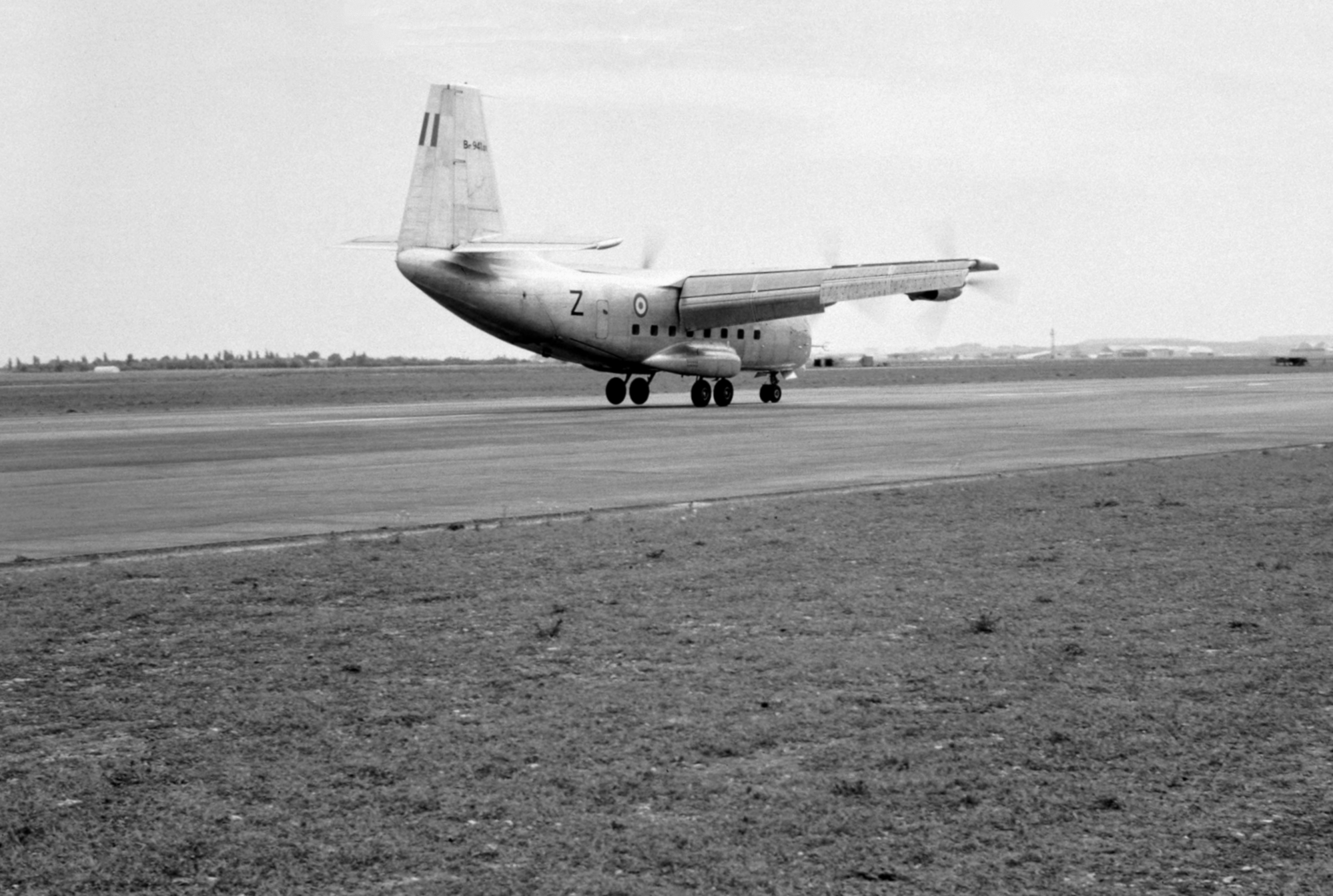
Breguet 941 – gut zu sehen die über die gesamte Tragflügelbreite gehenden Landeklappen

Die Breguet 941 war ein französisches Passagier- und Transportflugzeug von Breguet. Der ganz aus Metall gefertigte Schulterdecker hatte ein einziehbares Bugradfahrwerk und wurde von vier Propellerturbinen angetrieben. Es verfügte über STOL-Eigenschaften, aber nicht über eine Druckkabine. Das Bugfahrwerk bestand aus einem Zwillingsreifen, während das Hauptfahrwerk rechts und links je zwei einzelne Räder trug. Es war für den Einsatz von unbefestigten Pisten ausgelegt.

## Entwicklung
Die Maschine basiert auf der Breguet 940, die das gleiche technische Konzept aufwies. Die Entwicklung begann 1948, als Louis Breguet grundsätzliche Untersuchungen über die Möglichkeiten des Kurzstart und -landung anstellen ließ. Diese Untersuchungen führten zur Entwicklung des angeblasenen Flügels („l’aile soufflée“). Diese grundlegende Entwicklung sah eine über weite Bereiche der Tragfläche reichende geschlitzte Landeklappe vor, die von langsamlaufenden Propellern während der Landung angeblasen werden. Die Klappen lassen sich bis zu 97° fahren, so dass ein wesentlicher Teil der Antriebsleistung zur Erzeugung eines abwärts gerichteten Luftstroms verwendet werden kann.
Es wurde zunächst ein Modell im Maßstab 1:75 erstellt, um die grundsätzliche Auslegung zu überprüfen. Das Modell bestätigte die Erwartungen. Daraufhin wurde ein angetriebenes Modell im Maßstab 1:6 hergestellt, das im Windkanal in Villacoublay ausgiebig getestet und optimiert wurde.
Die technische Auslegung macht das Flugzeug sehr empfindlich gegen Ausfälle oder Asymmetrien der Landeklappen oder des Antriebes. In der Start- und Landephase würde ein entsprechender Vorfall ein nicht beherrschbares Rollmoment auslösen. Um das Risiko so gering wie möglich zu halten, wurden die Klappen von nur einem Aktuator zentral angetrieben. Die Triebwerke arbeiten nicht direkt auf die Propeller, sondern zunächst auf eine durch den ganzen Tragflügel verlaufende Welle, die wiederum die einzelnen Propeller antreibt, so dass auch der Ausfall von zwei Triebwerken auf einer Seite während des Landeanfluges beherrschbar bleibt. Die inneren Propeller arbeiten im Uhrzeigersinn, die äußeren gegen den Uhrzeigersinn.

## Ausgeführte Maschinen
Die Windkanaltests zeigten sehr gute Ergebnisse und wurden mit 210 Millionen Francs durch die französische Regierung unterstützt. Es wurde 1957 mit der Fertigung des Prototyps der mit vier Turboméca Turmo II ausgerüsteten Breguet 940 begonnen, der am 21. Mai 1958 zum Erstflug startete. Die Maschine erregte durch ihre Vorführungen 1959 in Le Bourget, bei der sie mit Start- und Landerollstrecken von 50 m auskam, auch bei der McDonnell Aircraft Corporation Aufsehen und am 23. Februar 1960 wurde ein Serienprototyp der Breguet 941 durch die französische Regierung bestellt.
Die Maschine sollte 48 Passagiere oder eine entsprechende Fracht transportieren können. Sie wurde mit 882 kW leistenden Triebwerken Turboméca Turmo III D ausgerüstet und startete am 1. Juni 1961 zum Erstflug. Die Kontakte mit McDonnell führten am 6. Juni 1962 zu einem Vertragsabschluss, bei dem McDonnell Kooperationspartner der Breguet 941 und eventueller Nachfolger wurde.
Die Maschine wurde nach einer Reihe spektakulärer Flugvorführungen – zum Teil in der Innenstadt von Paris – umlackiert und ging als McDonnell 188 zu Flugvorführungen in die USA. Die Überführung begann am 6. Juni 1964 und mit Zwischenstationen in Prestwick – Keflavík – Flughafen Kangerlussuaq (Søndre Strømfjord Airport) und Goose Bay wurden die USA am 9. Juni erreicht.
Vorführungen vor Vertretern des US-Militärs begannen am 12. Juni zunächst auf der Andrews Air Force Base bei Washington DC und vom 15. Juni bis zum 6. Juli auf der Eglin Air Force Base.
Für die weitere Bewertung wurde auf der Wright-Patterson Air Force Base ein 32-tägiges Testprogramm durchgeführt. Während des letzten Fluges stürzte die Maschine nach einer groben Fehlbedienung aus etwa 10 m Höhe ab und wurde schwer beschädigt. Aufgrund der Umstände wurde ein Komplott vermutet, um die Maschine zur genaueren Untersuchung der Technik in den USA zu halten.
Nach der achtmonatigen Reparatur und weiteren Vorführungen kehrte die Maschine am 16. April 1965 nach Frankreich zurück. Im November des gleichen Jahres wurde eine Generalüberholung durchgeführt und leistungsstärkere Turboméca Turmo III D 3 (1102 kW) installiert. Es wurde ein Regierungsauftrag für vier verbesserte Maschinen erteilt, die um 1,52 m verlängert wurden und die Bezeichnung Breguet 941S erhielten. Die erste Maschine dieser Variante startete am 16. April 1967.
Die zweite Maschine der 941S wurde erneut in die USA geschickt, nachdem Eastern Air Lines und American Airlines Interesse bekundet hatten. Die Maschine traf am 31. Juli 1968 in den Vereinigten Staaten ein. Die Eastern unterzog den Prototyp einem dreimonatigen Praxistest, der von der technischen Seite ohne Probleme verlief. Auch die FAA stellte Untersuchungen an. Während eines Versuches am 19. November 1968 wurde eine Radbremse einseitig so stark betätigt, dass die Maschine ausbrach und kippte, ein Propeller Bodenberührung bekam und ein Blatt abbrach, den Rumpf durchschlug sowie ein Besatzungsmitglied verletzte. Die Reparatur dauerte erneut vier Monate.

## Verbleib
All diese Anstrengungen führten jedoch nicht zu einem wirtschaftlichen Erfolg der Maschine. Ihre Leistungsdaten im Langsamflug waren so herausragend, dass für die Ausnutzung neue Flugplätze hätten geschaffen werden müssen. Solange diese Plätze jedoch nicht zur Verfügung standen und die 941 von normalen Flughäfen hätte operieren müssen, wäre ihre aufwendige Technik zu teuer in der Beschaffung und im Unterhalt gewesen. 1974 wurde die letzte Maschine des Typs ausgemustert. Von den sechs gebauten Flugzeugen sind zwei Breguet 941S bis heute in Museen erhalten geblieben:
- Breguet 941S (62-NC) im Ailes Anciennes Museum am Flughafen Toulouse-Blagnac.[1]
- Breguet 941S (62-ND) im Musée de l’air et de l’espace am Flughafen Le Bourget.[2]

## Varianten
Breguet 940Experimenteller Konzeptdemonstrator, 1 Stück
Breguet 941Prototyp, 1 Stück
Breguet 941SVerlängerte Version für die französische Luftwaffe, 4 Stück

## Technische Daten

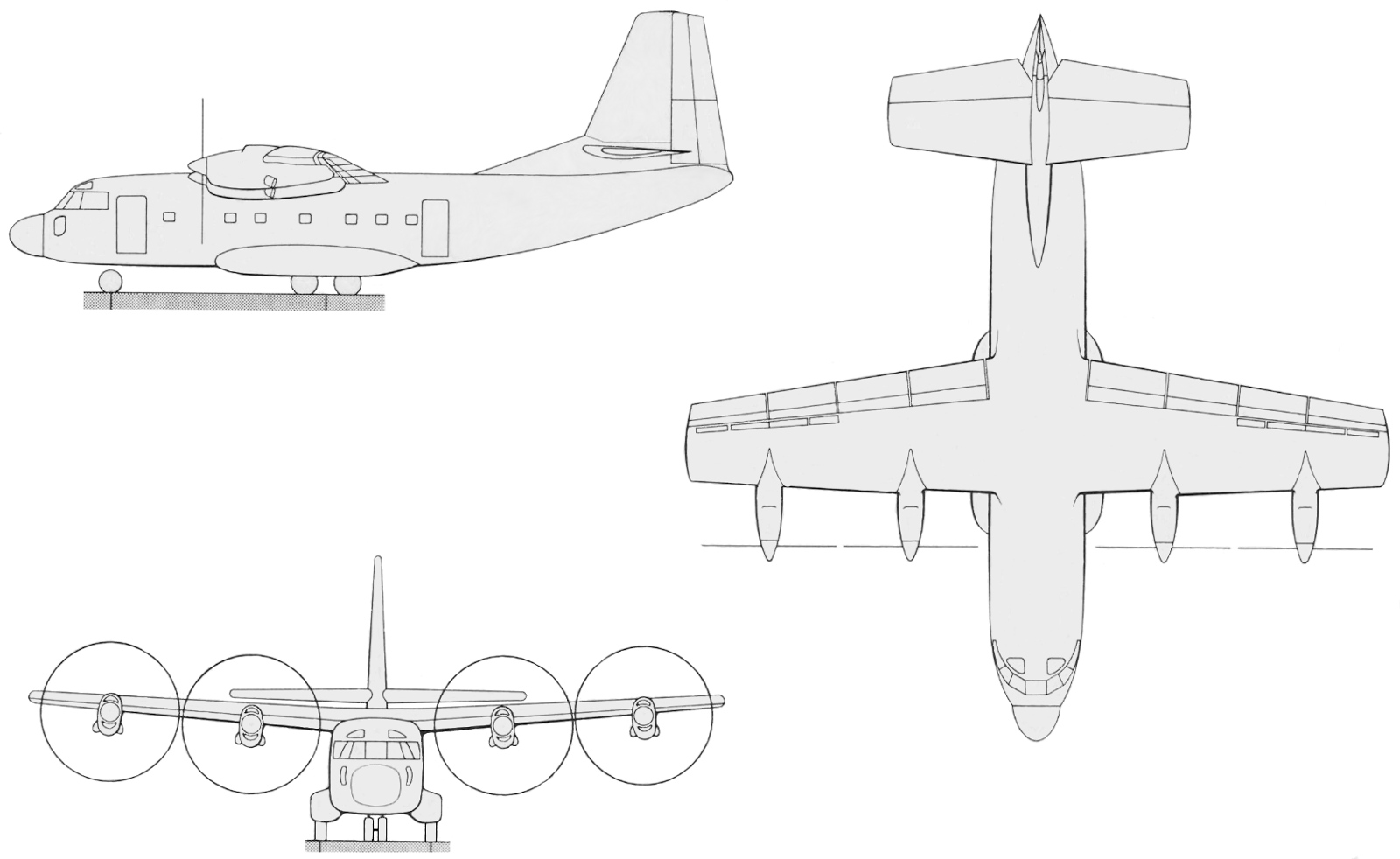
Breguet 941S

| Kenngröße             | Daten                                                             |
| --------------------- | ----------------------------------------------------------------- |
| Besatzung             | 2                                                                 |
| Passagiere            | 57 zivile Passagiere 40 Soldaten samt Ausrüstung 24 Krankentragen |
| Länge                 | 23,75 m                                                           |
| Spannweite            | 23,40 m                                                           |
| Höhe                  | 9,65 m                                                            |
| Flügelfläche          | 83,8 m²                                                           |
| Flügelstreckung       | 6,5                                                               |
| Leermasse             | 13.460 kg                                                         |
| max. Startmasse       | 26.500 kg                                                         |
| Reisegeschwindigkeit  | 400 km/h                                                          |
| Höchstgeschwindigkeit | 450 km/h                                                          |
| Dienstgipfelhöhe      | 9.500 m                                                           |
| Reichweite            | 1.000 km                                                          |
| Triebwerke            | 4 × Turboproptriebwerk Turbomeca Turmo IIID3 mit je 1.119 kW      |